# Lijst van voetbalinterlands Luxemburg - Wales
Deze lijst van voetbalinterlands is een overzicht van alle officiële voetbalwedstrijden tussen de nationale teams van Luxemburg en Wales. De landen speelden tot op heden zes keer tegen elkaar. De eerste ontmoeting, een kwalificatiewwedstrijd voor het Europees kampioenschap voetbal 1976, werd gespeeld in Swansea op 20 november 1974. Het laatste duel, een vriendschappelijke wedstrijd, vond plaats op 11 augustus 2010 in Llanelli.

## Wedstrijden
| № | Plaats    | Datum            | Competitie           | Wedstrijd         | Uitslag |
| - | --------- | ---------------- | -------------------- | ----------------- | ------- |
| 1 | Swansea   | 20 november 1974 | EK 1976 kwalificatie | Wales – Luxemburg | 5 – 0   |
| 2 | Luxemburg | 1 mei 1975       | EK 1976 kwalificatie | Luxemburg – Wales | 1 – 3   |
| 3 | Luxemburg | 14 november 1990 | EK 1992 kwalificatie | Luxemburg – Wales | 0 – 1   |
| 4 | Cardiff   | 13 november 1991 | EK 1992 kwalificatie | Wales – Luxemburg | 1 – 0   |
| 5 | Luxemburg | 26 maart 2008    | Vriendschappelijk    | Luxemburg – Wales | 0 – 2   |
| 6 | Llanelli  | 11 augustus 2010 | Vriendschappelijk    | Wales – Luxemburg | 5 – 1   |

## Samenvatting
| Competitie        | Totaal gespeeld | Winst Luxemburg | Gelijk | Winst Wales | Doelsaldo Luxemburg – Wales |
| ----------------- | --------------- | --------------- | ------ | ----------- | --------------------------- |
| EK-kwalificatie   | 4               | 0               | 0      | 4           | 1 − 10                      |
| Vriendschappelijk | 2               | 0               | 0      | 2           | 1 − 7                       |
| Totaal            | 6               | 0               | 0      | 6           | 2 − 17                      |

## Details

### Eerste ontmoeting
| Wales                                                                                     | 5 – 0 | Luxemburg |
| John Toshack 34' Mike England 53' Philip Roberts 70' Arfon Griffiths 73' Terry Yorath 75' | goals |           |

### Tweede ontmoeting
| Luxemburg               | 1 – 3 | Wales                                                          |
| Paul Philipp 39' (pen.) | goals | 24' Gilbert Reece 32' Leighton James 83' (pen.) Leighton James |

### Derde ontmoeting
| Luxemburg | 0 – 1        | Wales |
| | goals        | 16' Ian Rush |
| Paul Philipp | bondscoach   | Terry Yorath |
| John van Rijswijck Théo Malget Marcel Bossi Pierre Petry Marc Birsens Jean-Paul Girres Guy Hellers Carlo Weis Jeff Saibene Robert Langers Patrick Morocutti 59' | opstellingen | Neville Southall Paul Bodin Clayton Blackmore Mark Aizlewood Eric Young Kevin Ratcliffe Barry Horne Peter Nicholas 83' Ian Rush 51' Dean Saunders Colin Pascoe |
| Armin Krings 59' | wissels      | 51' Malcolm Allen 83' Gary Speed |
| Marcel Bossi 10' Robert Langers 11' Carlo Weis 48' | gele kaarten | 46' Neville Southall 89' Kevin Ratcliffe |
| | rode kaarten | 11' Clayton Blackmore |

### Vierde ontmoeting
| Wales | 1 – 0        | Luxemburg |
| Paul Bodin 82' (pen.) | goals        | |
| Terry Yorath | bondscoach   | Paul Philipp |
| Neville Southall David Phillips Mark Bowen 72' Mark Aizelwood Eric Young Andrew Melville 62' Barry Horne Paul Nicholas Ian Rush Mark Hughes Gary Speed | opstellingen | John van Rijswijck Marcel Bossi Marc Birsens Pierre Petry Thomas Wolf 89' Jean-Paul Girres Théo Malget Guy Hellers Carlos Weis Joel Groff 68' Robert Langers |
| Ryan Giggs 62' Paul Bodin 72' | wissels      | 68' Armin Krings 89' Gérard Jeitz |
| | gele kaarten | 27' Marcel Bossi 50' Guy Hellers 65' Pierre Petry 76' Thomas Wolf 77' Théo Malget                                                                            |

### Vijfde ontmoeting
| Luxemburg | 0 – 2 | Wales                    |
|           | goals | 37', 46' Freddy Eastwood |

### Zesde ontmoeting
| Wales                                                                                         | 5 – 1 | Luxemburg        |
| David Cotterill 35' Joe Ledley 47' (pen.) Andy King 55' Ashley Williams 78' Craig Bellamy 82' | goals | 44' Joël Kitenge |

FLF · A-internationals · Bondscoaches · Statistieken · Luxemburgs vrouwenelftal · Luxemburg U21 · Luxemburg U19 · Luxemburg U18 · Luxemburg U17 · Luxemburg U16
1911 – 1919 ·
1920 – 1929 ·
1930 – 1939 ·
1940 – 1949 ·
1950 – 1959 ·
1960 – 1969 ·
1970 – 1979 ·
1980 – 1989 ·
1990 – 1999 ·
2000 – 2009 ·
2010 – 2019 ·
2020 − 2029
OS 1920 · 
OS 1924 · 
OS 1928 · 
OS 1936 · 
OS 1948 · 
OS 1952
1911 · 
1912 · 
1913 · 
1914 · 
1915 · 1916 · 1917 · 1918 · 1919 · 
1920 · 
1921 · 1922 · 1923 · 
1924 · 
1925 · 1926 · 
1927 · 
1928 · 
1929 · 1930 · 1931 · 1932 · 1933 · 
1934 · 
1935 · 
1936 · 
1937 · 
1938 · 
1939 · 
1940 · 
1941 · 1942 · 1943 · 1944 · 
1945 · 
1946 · 
1947 · 
1948 · 
1949 · 
1950 · 
1952 · 
1952 · 
1953 · 
1954 · 
1955 · 
1956 · 
1957 · 
1958 · 
1959 · 
1960 · 
1961 · 
1962 · 
1963 · 
1964 · 
1965 · 
1966 · 
1967 · 
1968 · 
1969 · 
1970 · 
1971 · 
1972 · 
1973 · 
1974 · 
1975 · 
1976 · 
1977 · 
1978 · 
1979 · 
1980 · 
1981 · 
1982 · 
1983 · 
1984 · 
1985 · 
1986 · 
1987 · 
1988 · 
1989 · 
1990 · 
1991 · 
1992 · 
1993 · 
1994 · 
1995 · 
1996 · 
1997 · 
1998 · 
1999 · 
2000 · 
2001 · 
2002 · 
2003 · 
2004 · 
2005 · 
2006 · 
2007 · 
2008 · 
2009 · 
2010 · 
2011 · 
2012 · 
2013 · 
2014 · 
2015 ·
2016 ·
2017 ·
2018 ·
2019 ·
2020 ·
2021
Afghanistan ·
Albanië ·
Algerije ·
Armenië ·
Azerbeidzjan ·
België ·
Bosnië en Herzegovina ·
Brazilië ·
Bulgarije ·
Canada ·
Cyprus ·
DDR ·
Denemarken ·
(West-)Duitsland ·
Egypte ·
Engeland ·
Estland ·
Faeröer ·
Finland ·
Frankrijk ·
Gambia ·
Georgië ·
Griekenland ·
Hongarije ·
Ierland ·
IJsland ·
Israël ·
Italië ·
Japan ·
Joegoslavië ·
Kaapverdië ·
Kameroen ·
Kazachstan ·
Letland ·
Liechtenstein ·
Litouwen ·
Madagaskar ·
Malta ·
Marokko ·
Mexico ·
Moldavië ·
Montenegro ·
Myanmar ·
Nederland ·
Nigeria ·
Noord-Ierland ·
Noord-Macedonië ·
Noorwegen ·
Oekraïne ·
Oostenrijk ·
Polen ·
Portugal ·
Qatar ·
Roemenië ·
Rusland ·
San Marino ·
Saoedi-Arabië ·
Schotland ·
Senegal ·
Servië ·
Servië en Montenegro ·
Slovenië ·
Slowakije ·
Sovjet-Unie ·
Spanje ·
Thailand ·
Togo ·
Tsjechië ·
Tsjecho-Slowakije ·
Turkije ·
Uruguay ·
Verenigde Staten ·
Wales ·
Wit-Rusland ·
Zuid-Korea ·
Zweden ·
Zwitserland
FAW · A-internationals · Bondscoaches · Statistieken · Welsh vrouwenelftal · Brits olympisch elftal · Wales U21 · Wales U20 · Wales U19 · Wales U18 · Wales U17 · Wales U16
1876 – 1899 ·
1900 – 1919 ·
1920 – 1929 ·
1930 – 1939 ·
1940 – 1949 ·
1950 – 1959 ·
1960 – 1969 ·
1970 – 1979 ·
1980 – 1989 ·
1990 – 1999 ·
2000 – 2009 ·
2010 – 2019 ·
2020 − 2029
EK 2016 · 
EK 2020
WK 1958
1876 · 
1877 · 
1878 · 
1879 · 
1880 · 
1881 · 
1882 · 
1883 · 
1884 · 
1885 · 
1886 · 
1887 · 
1888 · 
1889 · 
1890 · 
1891 · 
1892 · 
1893 · 
1894 · 
1895 · 
1896 · 
1897 · 
1898 · 
1899 · 
1900 · 
1901 · 
1902 · 
1903 · 
1904 · 
1905 · 
1906 · 
1907 · 
1908 · 
1909 · 
1910 · 
1911 · 
1912 · 
1913 · 
1914 · 
1915 · 1916 · 1917 · 1918 · 1919 · 
1920 · 
1921 · 
1922 · 
1923 · 
1924 · 
1925 · 
1926 · 
1927 · 
1928 · 
1929 · 
1930 · 
1931 · 
1932 · 
1933 · 
1934 · 
1935 · 
1936 · 
1937 · 
1938 · 
1939 · 
1940 · 1941 · 1942 · 1943 · 1944 · 1945 · 
1946 · 
1947 · 
1948 · 
1949 · 
1950 · 
1952 · 
1952 · 
1953 · 
1954 · 
1955 · 
1956 · 
1957 · 
1958 · 
1959 · 
1960 · 
1961 · 
1962 · 
1963 · 
1964 · 
1965 · 
1966 · 
1967 · 
1968 · 
1969 · 
1970 · 
1971 · 
1972 · 
1973 · 
1974 · 
1975 · 
1976 · 
1977 · 
1978 · 
1979 · 
1980 · 
1981 · 
1982 · 
1983 · 
1984 · 
1985 · 
1986 · 
1987 · 
1988 · 
1989 · 
1990 · 
1991 · 
1992 · 
1993 · 
1994 · 
1995 · 
1996 · 
1997 · 
1998 · 
1999 · 
2000 · 
2001 · 
2002 · 
2003 · 
2004 · 
2005 · 
2006 · 
2007 · 
2008 · 
2009 · 
2010 · 
2011 · 
2012 · 
2013 · 
2014 · 
2015 · 
2016 · 
2017 ·
2018 ·
2019 ·
2020 ·
2021 ·
2022 ·
2023
Albanië ·
Andorra ·
Argentinië ·
Armenië ·
Australië ·
Azerbeidzjan ·
België ·
Bosnië en Herzegovina ·
Brazilië ·
Bulgarije ·
Canada ·
Chili ·
China ·
Costa Rica ·
Cyprus ·
DDR ·
Denemarken ·
Duitsland ·
Engeland ·
Estland ·
Faeröer ·
Finland ·
Frankrijk ·
Georgië ·
Gibraltar ·
Griekenland ·
Hongarije ·
Ierland ·
IJsland ·
Iran ·
Israël ·
Italië ·
Jamaica ·
Japan ·
Joegoslavië ·
Kazachstan ·
Koeweit ·
Kroatië ·
Letland ·
Liechtenstein ·
Luxemburg ·
Malta ·
Mexico ·
Moldavië ·
Montenegro ·
Nederland ·
Nieuw-Zeeland ·
Noord-Ierland ·
Noord-Macedonië ·
Noorwegen ·
Oekraïne ·
Oostenrijk ·
Panama ·
Paraguay ·
Polen ·
Portugal · 
Qatar ·
Roemenië ·
Rusland ·
San Marino ·
Saoedi-Arabië ·
Schotland ·
Servië ·
Servië en Montenegro ·
Slovenië ·
Slowakije ·
Sovjet-Unie ·
Spanje ·
Trinidad & Tobago ·
Tsjechië ·
Tsjecho-Slowakije ·
Tunesië ·
Turkije ·
Uruguay ·
Verenigde Staten ·
Wit-Rusland ·
Zuid-Korea ·
Zweden ·
Zwitserland
Engeland (2016) · 
Denemarken (2021) · 
Italië (2021) · 
Rusland (2016) ·
Slowakije (2016) · 
Turkije (2021) · 
Zwitserland (2021)